# یحتل (یمن)
 یحتل  به عربی ( یَحتَل  )، روستایی است در عزلهٔ (الشّبانیة العلیا)، ناحیهٔ تعز، از توابع استان تَعِز در کشور یمن در شبه جزیره عربستان است. 
جمعیت آن ۲۰۸ نفر (۱۱ خانوار) می‌باشد.
مردم این روستا به ماهی گیری و کشاورزی اشتغال دارند.